# Abborrtjärnen (Dorotea socken, Lappland)
Abborrtjärnen är en sjö i Dorotea kommun i Lappland och ingår i Ångermanälvens huvudavrinningsområde. Sjön har en area på 0,0302 kvadratkilometer och ligger 487,7 meter över havet.

## Delavrinningsområde
Abborrtjärnen ingår i det delavrinningsområde (718168-147801) som SMHI kallar för Namn saknas. Medelhöjden är 521 meter över havet och ytan är 19,65 kvadratkilometer. Räknas de 47 avrinningsområdena uppströms in blir den ackumulerade arean 326,75 kvadratkilometer. Näsån (Långselån) som avvattnar avrinningsområdet har biflödesordning 3, vilket innebär att vattnet flödar genom totalt 3 vattendrag innan det når havet efter 286 kilometer. Avrinningsområdet består mestadels av skog (90 procent). Avrinningsområdet har 1,68 kvadratkilometer vattenytor vilket ger det en sjöprocent på 8,5 procent.